# 丹羽五郎 (参議院議員)
丹羽 五郎（にわ ごろう、1890年（明治23年）7月28日 - 1958年（昭和33年）11月29日）は、大正から昭和期の実業家、政治家。参議院議員（1期）。

## 経歴
三重県飯高郡（現松阪市）で丹羽雨斉の五男として生まれる。岩手水産学校（現岩手県立宮古水産高等学校）漁撈科を修了。漁撈の研究を行う。
1915年（大正4年）丹羽船舶漁業部を開設。1919年（大正8年）大阪海事を設立し取締役社長に就任。その他、泰和洋行船舶部長、東明銀行取締役、日本索道常務取締役、丹羽船舶部社長、大阪機帆船海運組合理事、日本海獣取締役、大阪機帆船運送取締役、日本近海汽船取締役、日本海運協会小型船委員会委員、丸三商店取締役、尼崎船渠社長、中央産業社長、海上交通社（大阪）社長、近畿造船連合会副会長などを務めた。
第二次世界大戦中は、丹羽が所有する『鶴丸』が攻撃を受けて被害を出した。
1947年（昭和22年）4月の第1回参議院議員通常選挙に全国区から日本社会党公認で出馬して当選し（補欠、任期3年）、参議院議員に1期在任した。
1958年（昭和33年）11月29日死去、68歳。死没日をもって勲四等瑞宝章追贈、従五位に叙される。